# Kadar (pleme)
Kadar, maleno dravidsko pleme u graničnom području južnoindijskih država Kerala i Tamil Nādu, između Cochina i Coimbatorea. 
Kadari su šumski narod. Agrikulturu ne prakticiraju, a specijalizirali su se za sakupljanje meda, voska, đumbira, sagoa i kardamoma za trgovinu s trgovcima. Rižu ne uzgajaju nego je nastoje kupiti ili zaraditi kao plaću. Vjeruju u duhove šume i lokalna hindu-božanstva. Ženidba među ukrštenim rođacima se dozvoljava.
Kadar-populacija iznosi oko 2.000 na početku 21 stoljeća. Govore tamilskim i kannada jezicima.

## Vanjske poveznice
- Kadar Tribe, Kerala